# ابلیسک سیاه
ابلیسک سیاه (به انگلیسی: Black Obelisk) که به ابلیسک شلمنسر سوم نیز شناخته می‌شود، مجسمه‌ایست سنگی به رنگ مشکی که جنس سنگ آن آهکی است. این ابلیسک دارای سنگ نبشته‌های بسیاری است. در نبشته‌های این سنگ به آنچه شلمنسر سوم در دوران حکومتش انجامیده پرداخته شده‌است. این سنگ که در شمال عراق یافت شده، در موزه بریتانیا در لندن به نمایش گذاشته شده‌است و چندین موزه دیگر نیز کپی آن را به نمایش گذاشته‌اند. این ابلیسک، کاملترین ابلیسک آشوری است که تاکنون کشف شده و از نظر تاریخی دارای اهمیت بسیاری است. علت اهمیت این ابلیسک، نشان دادن تصویری باستانی از یک شخصیت کتاب مقدس است که اولین بار در آثار باستانی یافت شده‌است. با این وجود دربارهٔ هویت این شخصیت مقدس تردیدهایی وجود دارد.
در این لوح، از پنج پادشاه متفاوت یاد شده‌است که از سرزمین‌های تحت حکومتشان خراج می‌گرفتند و افراد تحت سلطنت آنان، در پیشگاه پادشاهانشان، سجده می‌کردند. این پادشاهان پنج‌گانه عبارتند از: سوآ (در شمال غرب ایران)، یاهومن، حاکم مصری (احتمالاً در مصر)، مردوخ ابیلی اصر (سوریه و عراق) و قلباروندا (از ترکیه). در بالای این ابلیسک، با نقش برجسته و به خط میخی، سالنامه شلمنسر سوم را گزارش کرده‌است. شناسایی شخصیت مقدس یاد شده در این لوح، اختلافاتی وجود دارد؛ از وی در این نبشته، با نام یاهومن پسر هوبیری یاد شده‌است، برخی وی را یکی از پادشاهان اسرائیل به همین نام گزارش کرده‌اند. از سرگذشت این شخصیت در این لوح، به پرداخت خراج و چگونگی این کار در سال ۸۴۱ قبل از میلاد مسیح یاد شده‌است.

## نگارخانه

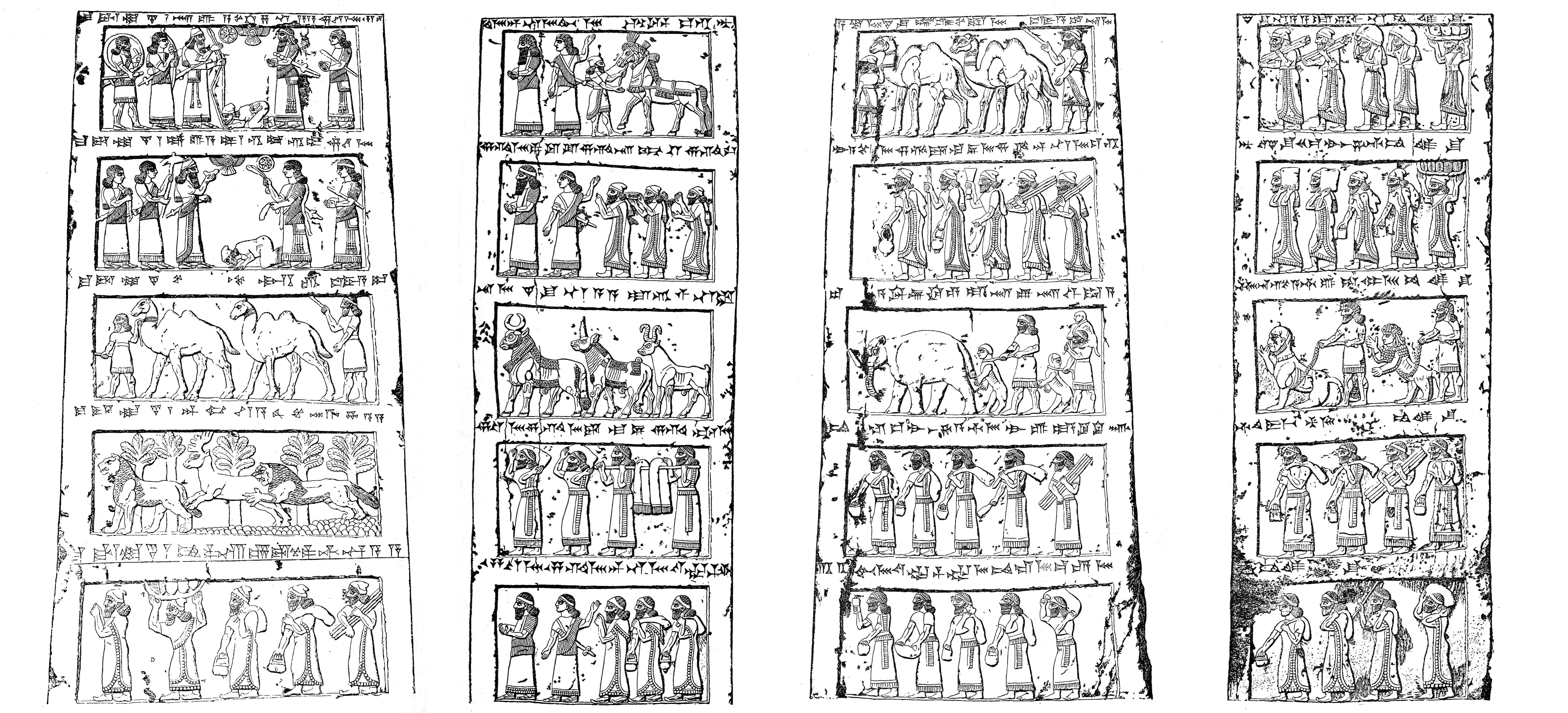
چهار چهره مصور در ردیف دوم از نبشته‌های ابلیسک سیاه که نشانگر نمایندگی از یهودیان در برابر پادشاه یاهومن است.
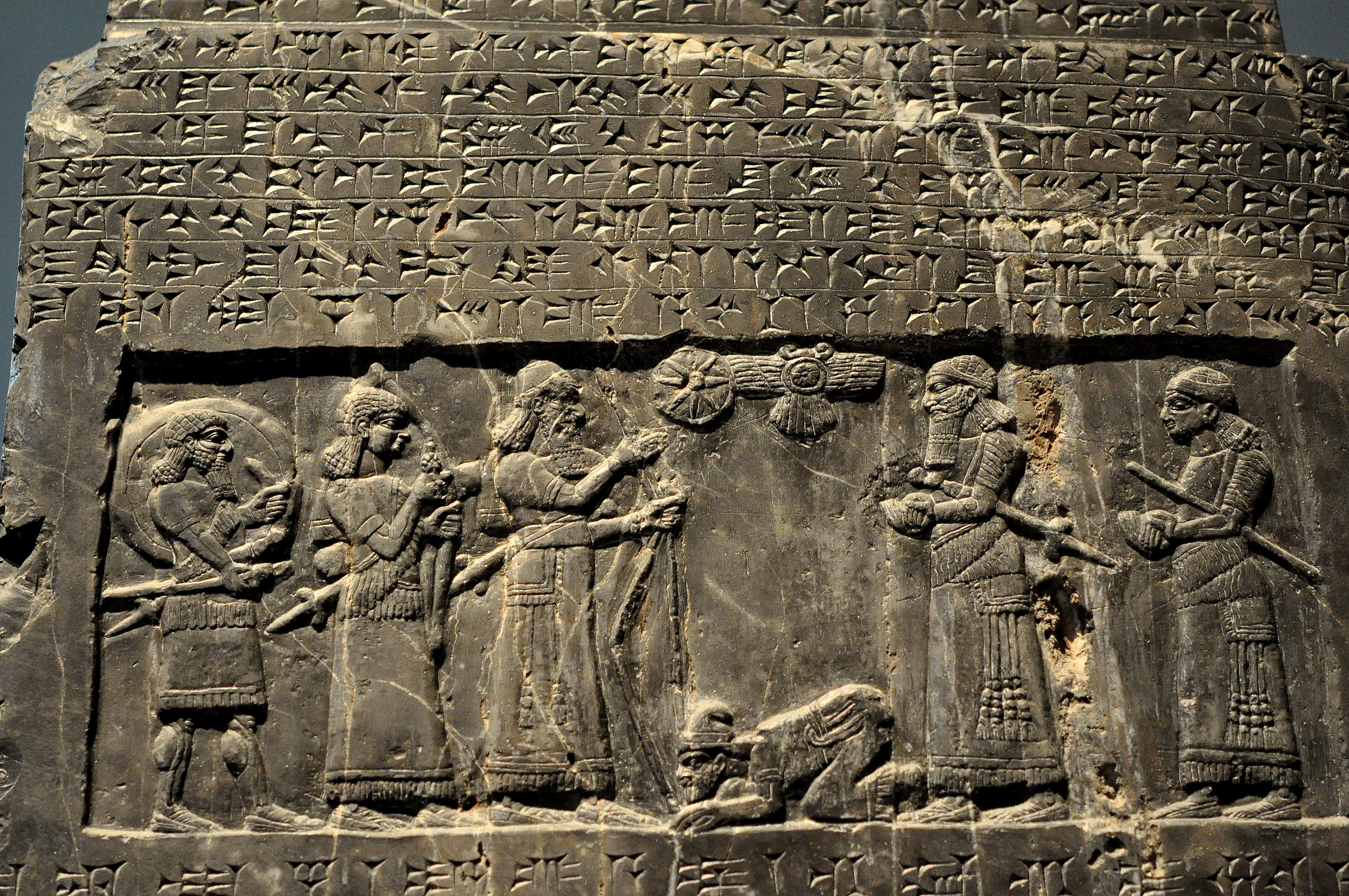
نمایی از ابلیس سیاه که نمایانگر پادشاه آشور، شلمنسر سوم است که از سوآ خراج می‌گیرد.
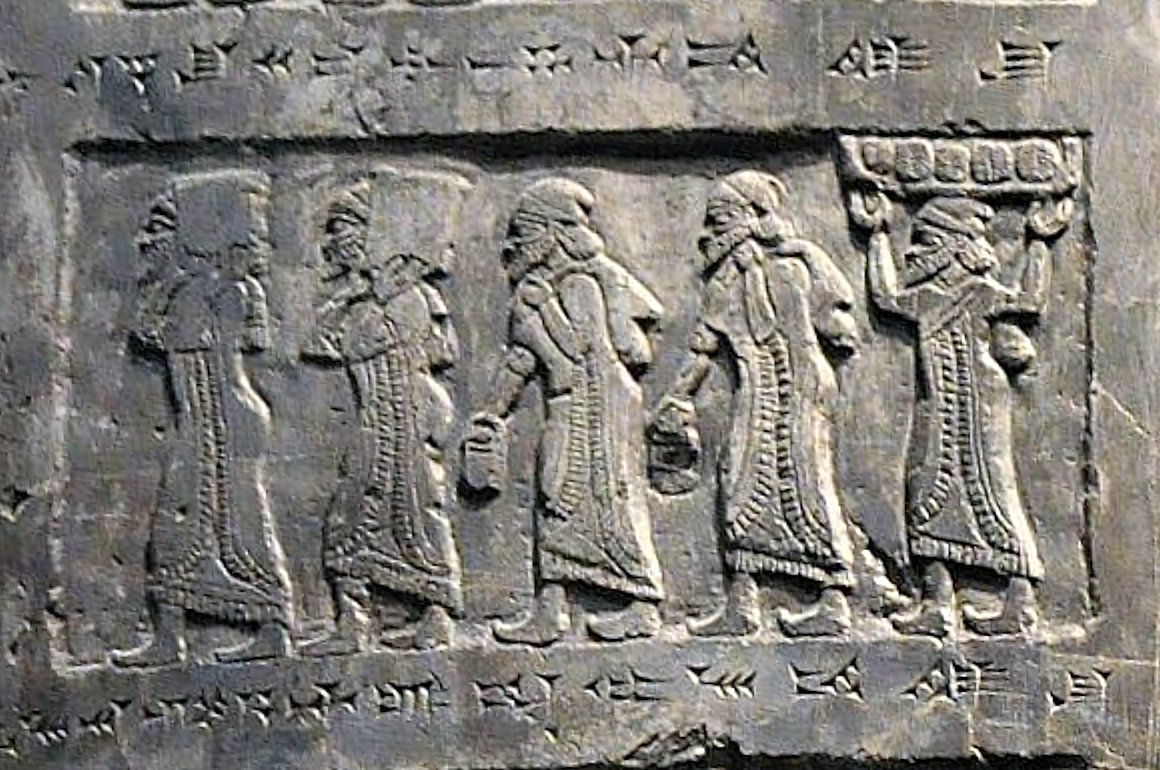
بخشی از هیئت یهودی پادشاه یاهومن، مربوط به ۸۴۰ تا ۸۴۱ قبل از میلاد مسیح
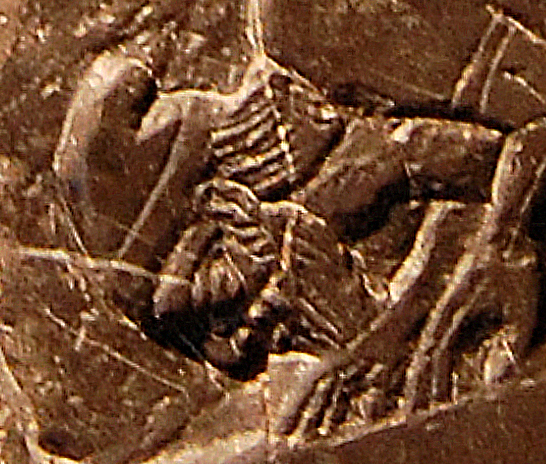
تنها تصویر از یک پادشاه اسرائیلی که بر روی سنگ نبشته ابلیسک سیاه